# Nicoleta Daniela Sofronie
Nicoleta Daniela Sofronie, née le 12 février 1988 à Constanţa est une gymnaste roumaine. Lors des Jeux olympiques d'été de 2004, elle est médaillée d'or dans le concours général par équipes et d'argent à l'exercice du sol. La même année, elle est récompensée aux Championnats d'Europe avec une médaille d'or par équipes et une médaille d'argent au concours général individuel.